# Minenunglück von Hemishofen

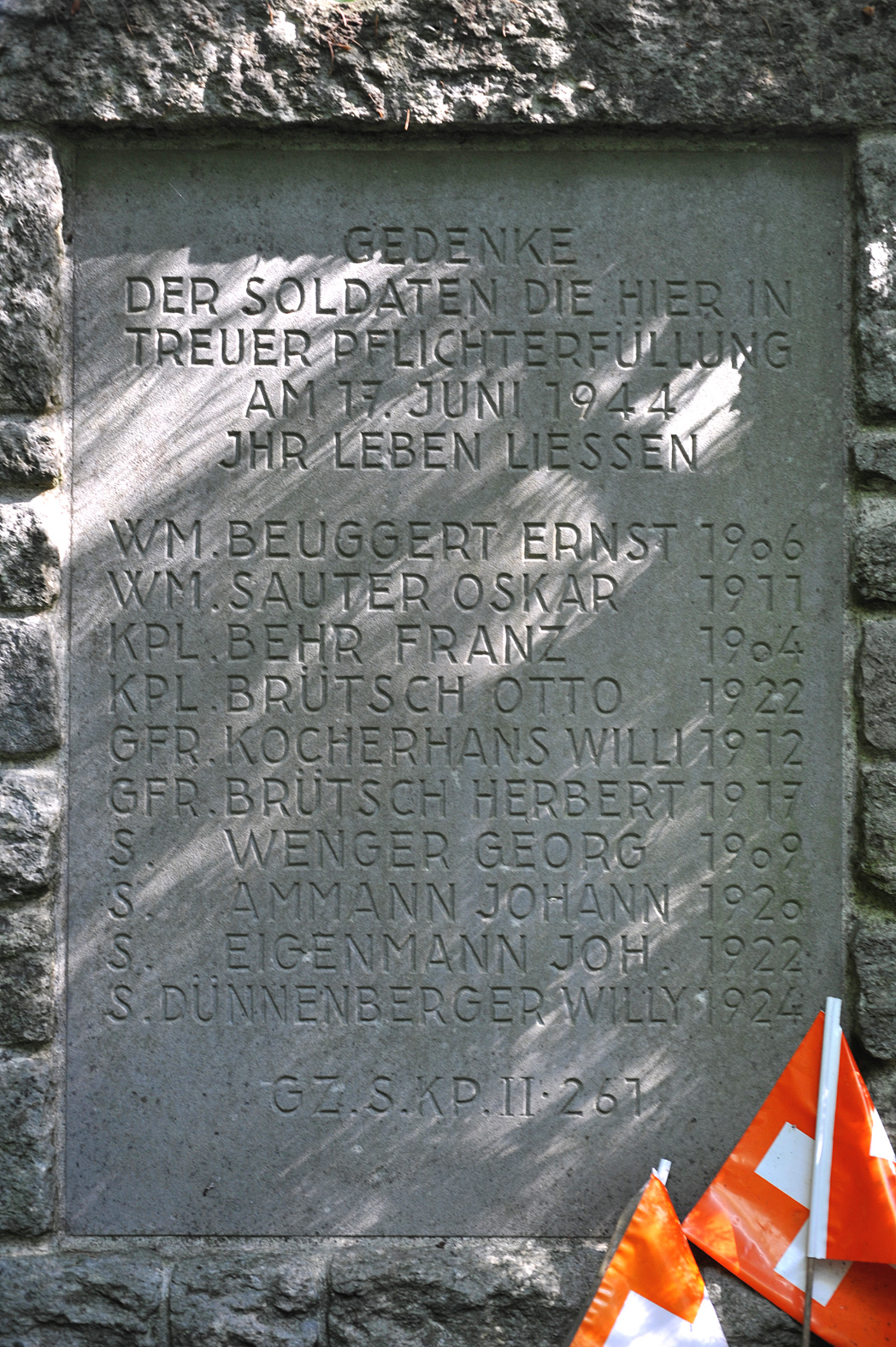
Gedenkstein für die Opfer des Minenunglücks

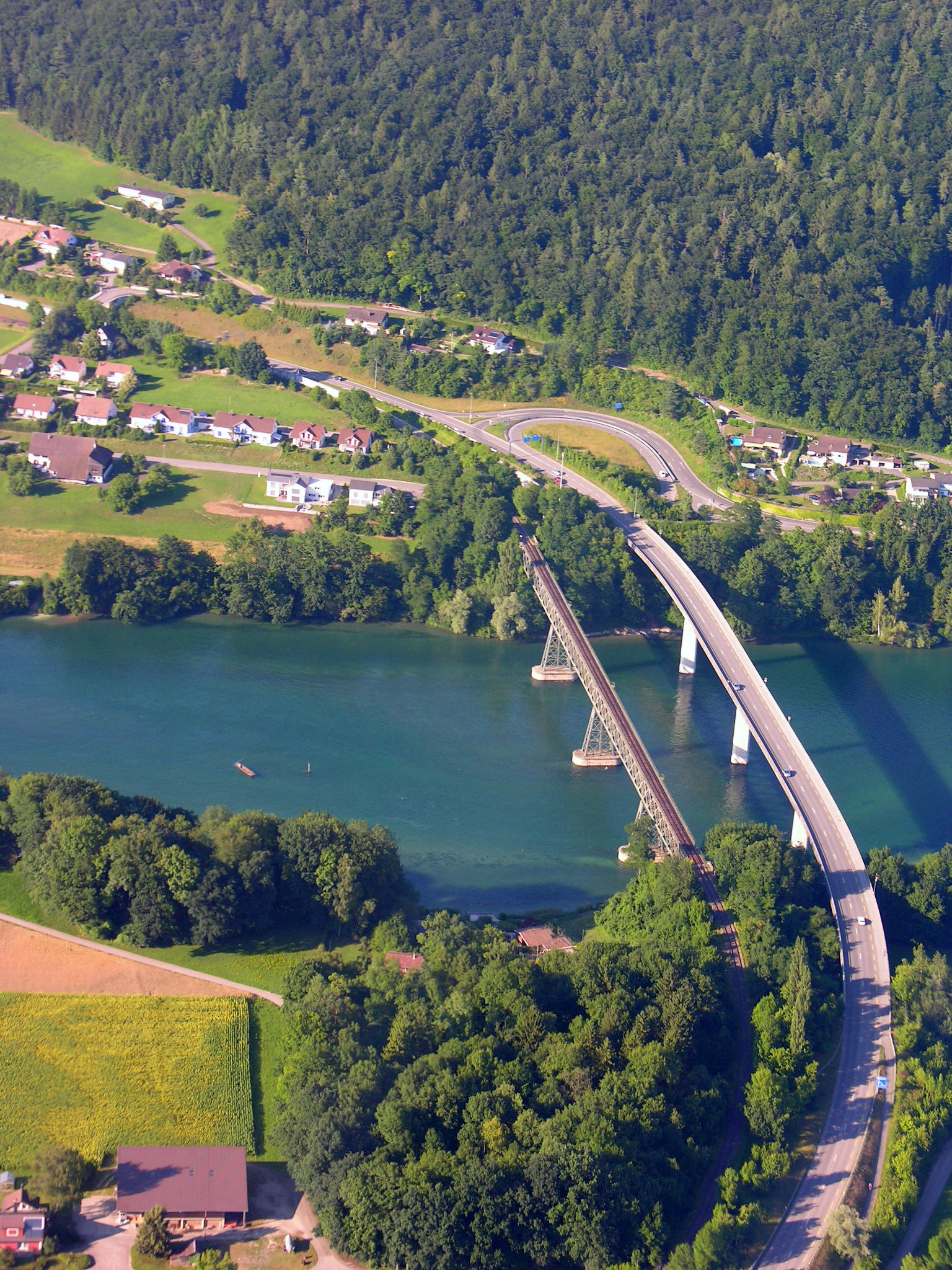
Unglücksort Wäldchen «Tschungel» vorne im Bild

Beim Minenunglück von Hemishofen kamen am 17. Juni 1944 im Wäldchen «Tschungel» südlich der Eisenbahnbrücke Hemishofen zehn Angehörige der Grenzschützenkompanie II/261 der Schweizer Armee durch die Explosion gelagerter Landminen ums Leben. Der Unglücksort liegt auf dem Gebiet der Gemeinde Wagenhausen.

## Unfall
Im Rahmen der Grenzbesetzung durch die Grenzbrigade 6 während des Zweiten Weltkriegs wurden je zehn Minen, auf Brettern montiert, als improvisierte Minen-Schnellsperren zur Verminung der Fahrbahn auf der Brücke eingesetzt. Dabei wurden die Sicherungen so verbunden, dass sie durch Ziehen der Sicherung der ersten Mine gleichzeitig scharf gemacht werden konnten.
Am 17. Juni 1944 um 11 Uhr morgens explodierten zwei bei einer Kochstelle übereinander gelagerte Bretter mit 20 Minen, was 60 kg TNT entsprach. Als Folge der Explosion starben zehn Soldaten, die sich in der Nähe befanden, und weitere wurden teils schwer verletzt.

## Untersuchung
Vor dem Militärgericht der 6. Division fand vom 11. bis 21. Februar 1946 der Prozess gegen sieben Offiziere statt, welche im Zusammenhang mit dem Unglück wegen Ungehorsam, Nichtbeachten von Dienstvorschriften, fahrlässiger Tötung und fahrlässiger Körperverletzung angeklagt wurden. Die Anklage hielt fest, dass die zur Sicherung der Minen dienenden Vorstecker nicht vorschriftsgemäss mit einer Schnur festgebunden waren und dass es für die improvisierten Minensperren keine technischen Vorschriften gab.
Das Gericht gelangte zur Überzeugung, dass der Unfall vermutlich darauf zurückzuführen war, dass beim früheren ungeschützten Transport der Minenbretter ein oder mehrere Vorstecker herausgerutscht waren und dass die Minen daraufhin beim Transport von der Kochstelle an den nächsten Lagerort detonierten. Da es eine genaue Rekonstruktion des Unfallhergangs aber für nicht mehr möglich hielt, sprach das Gericht alle Angeklagten frei.

## Opfer
An der Unglücksstelle erinnert heute ein Gedenkstein an die zehn Todesopfer:
- Wachtmeister Ernst Beuggert (geb. 1906)
- Wachtmeister Oskar Sauter (geb. 1911)
- Korporal Franz Behr (geb. 1904)
- Korporal Otto Brütsch (geb. 1922)
- Gefreiter Willi Kocherhans (geb. 1912)
- Gefreiter Herbert Brütsch (geb. 1917)
- Schütze Georg Wenger (geb. 1909)
- Schütze Johann Ammann (geb. 1926)
- Schütze Johann Eigenmann (geb. 1922)
- Schütze Willy Dünnenberger (geb. 1924)